# 東京都道447号赤羽西台線

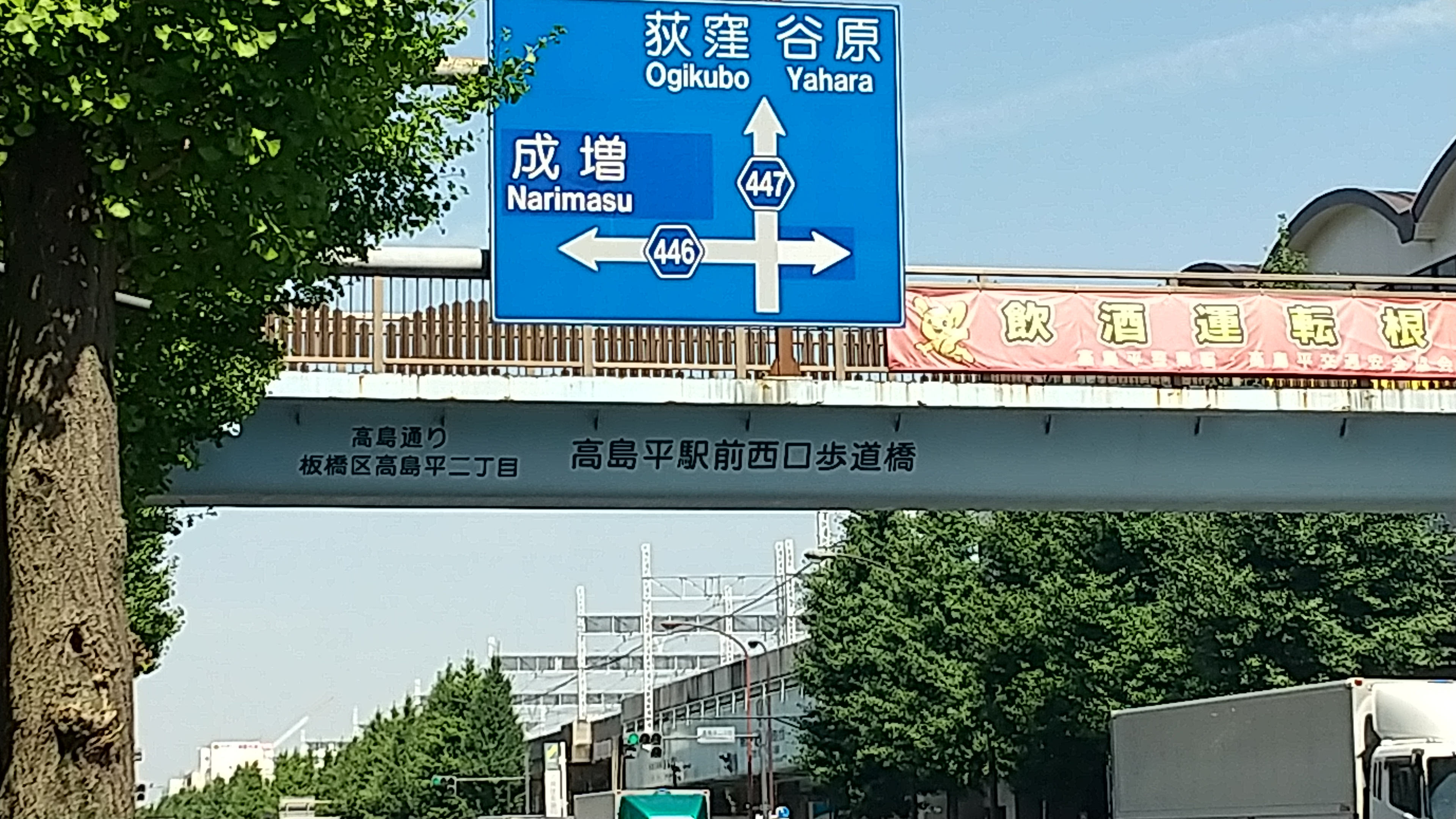
板橋区高島平付近

東京都道447号赤羽西台線（とうきょうとどう447ごう あかばねにしだいせん）は、東京都北区と板橋区を結ぶ特例都道。板橋区内に支線が2本ある。本線の終点近くおよび支線のうち1本は東京都道446号長後赤塚線と重複しているため、446号線と重複しない支線が実質的な本線となっている。

## 概要
- 起点：北区赤羽北2丁目（北赤羽駅入口交差点、東京都道311号環状八号線交点）
- 終点：板橋区相生町（環八高速下交差点、東京都道311号環状八号線交点）[1]　※ただし西台駅南交差点～環八高速下交差点は東京都道446号長後赤塚線と重複しており、実質的な終点は板橋区三園1丁目（三園浄水場前交差点）である。
- 支線１：西台駅南交差点～志村坂下交差点（高島通り）　※東京都道446号長後赤塚線と重複している。
- 支線２：西台駅南交差点～三園浄水場前交差点（高島通り）　※キロポストもこの支線に沿って設置されており、支線番号もないことから実質的にはこちらが本線である。[2]

## 交差・接続する道路

### 本線
- 東京都道311号環状八号線（環八通り） - 北区赤羽北2丁目（北赤羽駅入口交差点、起点）
- 国道17号 - 板橋区舟渡2丁目（舟渡交差点）
- 東京都道446号長後赤塚線・東京都道447号赤羽西台線支線（高島通り） - 板橋区蓮根3丁目（西台駅南交差点）　※ここから終点までは東京都道446号長後赤塚線と重複しており実質的には446号線である。キロポストも446号線のものが設置されている。
- 東京都道446号長後赤塚線（松月院通り） - 板橋区西台2丁目（西台交差点）
- 東京都道311号環状八号線（環八通り） - 板橋区相生町（環八高速下交差点、終点）

### 支線1
- 東京都道446号長後赤塚線・東京都道447号赤羽西台線支線（高島通り） - 板橋区蓮根3丁目（西台駅南交差点）　※東京都道446号長後赤塚線と重複
- 国道17号 - 板橋区坂下1丁目（志村坂下交差点・東京都道446号長後赤塚線起点・高島通り起点）

### 支線2
- 東京都道446号長後赤塚線（高島通り）・東京都道447号赤羽西台線本線 - 板橋区蓮根3丁目（西台駅南交差点）　※ここから西に高島通りにそって447号線のキロポストが支線番号なしで設置されており、実質的にはこちらが本線である。
- 東京都道446号長後赤塚線支線線 - 板橋区高島平2丁目（高島平二丁目交差点）
- 国道17号（新大宮バイパス） - 板橋区三園2丁目（三園二丁目交差点）　※ここに設置された道路標識は三園浄水場前交差点方面に向かって「68号線」としているが、その方向に東京都道68号練馬川口線が存在していることを示しているだけであり、三園浄水場前交差点までは東京都道447号赤羽西台線である。
- 東京都道68号練馬川口線 - 板橋区三園2丁目（三園浄水場前交差点・高島通り終点）　※横断歩道脇に7.4キロのヘクトポストが設置されている。

## 周辺の施設

### 本線
- 埼京線　北赤羽駅・浮間舟渡駅
- 浮間公園
- 舟渡水辺公園
- 日本金属
- 都営地下鉄三田線 西台駅
- 東京都立志村高等学校

### 支線
- 都営地下鉄三田線　西台駅・高島平駅・新高島平駅 ・西高島平駅